# Sergey Makarov
Sergey Makarov (Podolsk, 19 de março de 1973) é um ex-atleta russo, campeão mundial e medalhista olímpico do lançamento de dardo.
Nascido em uma família de atletas do dardo – seu pai, Aleksandr Makarov, foi medalhista de prata nos Jogos de Moscou 1980 – ele demorou para conseguir um grande título global, devido à concorrência de grandes nomes de sua época, como  Jan Železný e Steve Backley; foi campeão mundial do dardo aos 30 anos em Paris 2003. No Mundial seguinte, Helsinque 2005, ganhou uma de bronze. Também foi medalha de ouro em 1998 nos extintos Goodwill Games.
Makarov tem duas medalhas de bronze em Jogos Olímpicos, Sydney 2000 e Atenas 2004.
Sua melhor marca – 92,61 m – de 2002, é o recorde nacional russo. Ele é casado com Oksana Ovchinnikova, ex-recordista russa do dardo e competidora nos Jogos de Atlanta 1996.